# Вербикаро
Вербикаро (итал. Verbicaro) је насеље у Италији у округу Козенца, региону Калабрија.
Према процени из 2011. у насељу је живело 2940 становника. Насеље се налази на надморској висини од 478 м.

## Становништво
| 1931. | 1936. | 1951. | 1961. | 1971. | 1981. | 1991. | 2001. | 2011. |
| ----- | ----- | ----- | ----- | ----- | ----- | ----- | ----- | ----- |
| 5.337 | 5.493 | 6.144 | 5.652 | 5.301 | 4.711 | 4.224 | 3.507 | 3.212 |